# Love Has the Power
Love Has the Power is een nummer van de Amerikaanse rockband Toto uit 1990. Het is een van de vier nieuwe nummers op hun verzamelalbum Past to Present 1977-1990, waarvan het ook de eerste single was.
"Love Has the Power" was de eerste single die Toto uitbracht na een pauze van ruim een jaar. Het nummer flopte echter in Amerika. In Nederland werd het nummer wel een klein hitje. Het bereikte een bescheiden 22e positie in de Nederlandse Top 40.